# Nostima abbreviata
Nostima abbreviata är en tvåvingeart som beskrevs av Cresson 1941. Nostima abbreviata ingår i släktet Nostima och familjen vattenflugor. Inga underarter finns listade i Catalogue of Life.